# قرار مجلس الأمن التابع للأمم المتحدة رقم 2021
قرار مجلس الأمن التابع للأمم المتحدة رقم 2021، المتخذ بالإجماع في 29 نوفمبر 2011.

## القرار
إدانة لاستمرار التدفق غير المشروع للأسلحة داخل جمهورية الكونغو الديمقراطية وإليها، جدد مجلس الأمن حتى 30 تشرين الثاني/نوفمبر 2012 حظر توريد الأسلحة والجزاءات ذات الصلة المفروضة على البلد وطلب من الأمين العام تمديد ولاية فريق خبراء يراقبون هذه الإجراءات.
اتخذ المجلس بالإجماع القرار 2021 (2011) بموجب الفصل السابع من ميثاق الأمم المتحدة وطلب من الأمين العام تعيين خبير سادس معني بالموارد الطبيعية وطلب من فريق الخبراء - المنشأ بموجب القرار 1533 (2004) - تقديم تقرير بحلول 18 مايو 2012 ومرة أخرى قبل 19 أكتوبر 2012.
أنشئ نظام الجزاءات في عام 2003 ويتألف من حظر توريد الأسلحة إلى الجماعات المسلحة في البلد التي ليست جزءًا من وحدات الجيش أو الشرطة المتكاملة للحكومة، فضلاً عن حظر السفر وتجميد الأصول على منتهكي الحظر وغيرهم من الأشخاص والكيانات التي حددتها لجنة الجزاءات لجمهورية الكونغو الديمقراطية، على النحو المحدد في قرارات مجلس الأمن ذات الصلة.
ورحب المجلس بالدعم الذي قدمته جمهورية الكونغو الديمقراطية للمبادئ التوجيهية لبذل العناية الواجبة للمستوردين وصناعات التجهيز والمستهلكين للمنتجات المعدنية الكونغولية ودعا جميع الدول إلى مساعدة البلد والجهات الأخرى في منطقة البحيرات الكبرى في تنفيذ تلك المبادئ التوجيهية . وشجع على إذكاء الوعي بالمبادئ التوجيهية لبذل العناية الواجبة ولا سيما في قطاع الذهب، كجزء من جهد أوسع للتخفيف من خطر زيادة تمويل الجماعات المسلحة والشبكات الإجرامية داخل القوات المسلحة لجمهورية الكونغو الديمقراطية.
كما أوصى المجلس، بموجب قراره، بأن تنشر جميع الدول ولا سيما دول المنطقة بانتظام إحصاءات الاستيراد والتصدير الكاملة للموارد الطبيعية، بما في ذلك الذهب والكاسيتريت والكولتان والفولفراميت والأخشاب والفحم النباتي وتعزيز تبادل المعلومات والعمل المشترك في على المستوى الإقليمي للتحقيق في الشبكات الإجرامية الإقليمية والجماعات المسلحة المتورطة في الاستغلال غير المشروع للموارد الطبيعية ومكافحتها.

## روابط خارجية
- النص الكامل لقرار مجلس الأمن 2021